# Ptenothrix maculosa
Ptenothrix maculosa är en urinsektsart som först beskrevs av Heinrich Wilhelm Schott 1891.  Ptenothrix maculosa ingår i släktet Ptenothrix och familjen Dicyrtomidae. Inga underarter finns listade i Catalogue of Life.